# Ролф Хохут
Ролф Хохут (на немски: Rolf Hochhuth) е сред значимите немскоезични драматурзи от втората половина на XX век, разработил „документалния театър“. Световен успех му донася „християнската трагедия“ „Наместникът“ (1963).

## Биография
Израства в семейството на фабрикант на обувки в провинция Хесен. Решаващо преживяване за младия Хохут е навлизането на американските войски в Ешвеге на 3 април 1945 г.; то ще остави следи в по-късните му творби.
През 1948 г. Хохут завършва гимназия и започва обучение като книжар. Между 1950 и 1955 г. работи като помощник в книжарници и антикварни магазини в Марбург, Касел и Мюнхен. Особените му интереси като читател тогава са белетристите и историците от XIX и XX век (преди всичко Томас Ман, Хайнрих Ман, Роберт Музил, Ото Флаке, Освалд Шпенглер и Хайнрих фон Трайчке).
Хохут посещава като слушател лекции по история, философия и литература в университетите на Хайделберг и Мюнхен. Оттогава датират и първите му писателски опити.
През август 1961 г. хамбургското издателство „Рютен & Лоенинг“ приема за печат драмата на Ролф Хохут „Наместникът“. Ръководството на издателския концерн намира пиесата за прекалено провокативна и нарежда да се спре отпечатването. Творбата разглежда поведението на Светия престол към Холокоста. Копие от текста е препратено в издателство „Роволт“, което публикува пиесата две години по-късно – едновременно с нейната премиера.
Западноберлинската премиера на „Наместникът“ на 20 февруари 1963 г. под режисурата на известния майстор на политическия театър Ервин Пискатор, предизвиква най-големия дотогава театрален дебат във Федерална република Германия. Също и в чужбина тази първа творба на Ролф Хохут печели значителна популярност. Пиесата предизвиква безредици по време и след представлението в други европейски държави. Много успешна е нейната постановка в театъра на Бродуей в Ню Йорк през февруари 1964 г.
След 1963 г. Хохут работи като писател на свободна практика. Преселва се в Базел, за да установи нужната му за творчество дистанция. В Базел философът-екзистенциалист Карл Ясперс става негов приятел и ментор.
Наред с драми, Хохут публикува стихотворения, новели и разкази, а също многобройни есета върху съвременната история.

## Награди и отличия
- 1963: Berliner Kunstpreis
- 1976: Kulturpreis der Stadt Basel
- 1980: Мюнхенска литературна награда
- 1980: Geschwister-Scholl-Preis
- 1981: Награда Лесинг на град Хамбург
- 1990: Jacob-Burckhardt-Preis der Basler Johann Wolfgang von Goethe-Stiftung
- 1991: Награда Елизабет Ланггесер на град Алцай
- 2001: Kulturpreis Deutsche Sprache[3]
- 2002: Cicero-Rednerpreis